# Outernet
Outernet — корпорация, разрабатывающая программно-определяемого радиосистемы, и вещательная компания. Основана в Чикаго (США) в 2014 году. Outernet продаёт радиоприёмник, сочетающий в едином корпусе малошумящий усилитель, программно-определяемое радио (SDR) и мини-компьютер. Целью компании является повышение доступности SDR и обеспечение глобального свободного доступа к информации.
Данные из интернета распространяются компанией через несколько геостационарных спутников, компания планирует развернуть собственную сеть низкоорбитальных спутников, обеспечив доступ фактически для всего мира. Абонентские устройства сети Outernet являются точками доступа Wi-Fi, позволяя просматривать полученные со спутников данные на компьютерах, ноутбуках и смартфонах.
Компания получила инвестиции от Media Development Investment Fund, некоммерческого инвестиционного фонда, основанного в 1995 году в США.

## История
Спутниковое вещание началось 11 августа 2014 года. Outernet передаёт по 20 мегабайт информации в день. Пользователям предлагаются подробные инструкции по сборке собственных приёмников. Первый сигнал сети транслировался через Galaxy 19 и Hot Bird, в область приёма сигнала с которых попадают Северная Америка, Европа, часть стран Ближнего Востока и Северной Африки. В дальнейшем компания прекратила вещание в Ku-диапазоне. Глобальная передача сигнала обеспечивается через созвездие Инмарсат I-4 (точки стояния 143E, 64E, 98W, 25E). В первую очередь сеть ориентирована одностороннюю передачу данных (со спутника к потребителям), тогда как двухсторонняя передача данных остаётся долгосрочной целью компании.
1 октября 2014 года компания выпустила обновление, представив редизайн сайта и платформу Whiteboard, при помощи которой посетители сайта могли предложить ссылки для трансляции. После предложения URL-адреса проводилось голосование, и адрес, набравший большинство голосов, добавлялся в цикл трансляции Outernet. Вещание разбито на три категории: очередь, спонсируемые материалы и основной архив. Страницы в очередь попадают через Whiteboard и запросы на странице компании в сети Facebook. Для всех желающих на сайте компании доступен просмотр материалов, транслировавшихся по сети.
По данным фонда MDIF, изначально по сети передавались международные и местные новости, цены на урожай для фермеров, материалы преподавателей без границ, сообщения по поводу чрезвычайных ситуаций, например, о ликвидации последствий стихийных бедствий, приложения, например Ubuntu, фильмы, музыка, игры, материалы энциклопедии Википедия.

## Приём сигнала
Компания предлагает собранное устройство для приёма сигналов, названное «Lantern» («фонарь», ранее Pillar — столб). Оно совмещает в себе приёмник данных со спутника и систему хранения информации. Разработанный в компании «фонарь» является автономным высокоскоростным приёмником, имеющим солнечную батарею для питания, защиту от влаги и предоставляющий доступ по WiFi. При помощи фонаря, как считает компания, можно будет обеспечить свободный доступ к медиа-архиву в общественных местах, например в школах.
Другой способ получения доступа к спутниковым трансляциям Outernet — сборка приёмника из антенны L-диапазона (1525—1559 МГц), малошумящего усилителя и DVB-T радиоприёмника, работающего в режиме SDR (проект RTL-SDR), и подключаемого к компьютеру через USB порт. Декодирование и архивация полученных данных проводятся на компьютере.

## Финансирование
Проект Outernet собирает средства для глобального расширения области приёма, чтобы предоставить доступ в странах третьего мира и группам лиц, лишённых доступа к Интернету. Сбор на платформе Kickstarter был начат с целью в 200 тысяч долларов США, по состоянию на 8 июня 2015 было собрано $628 тысяч.

## Цель
Outernet заявила о трёх целях при разработке сети: представление информации без цензуры, распространение образовательных материалов и передача сообщений в случае стихийных бедствий. Предоставляется новостная информация, цены на товары, погодные сводки и прочая информация. Планируется распространение образовательных курсов, в состав которых входят учебники, видео и программное обеспечение. Outernet будет оставаться доступным даже при ограничении доступа к обычным подключениям к сети Интернет.

## Освещение в СМИ
Освещение проекта Outernet в СМИ было неоднозначным. Телеканал CNN в видео, 2014 года подробно рассказывает о замечательной идее проекта, но отмечает множество недостатков, из-за высокой стоимости проекта. Среди СМИ, которые рассказывали о проекте — Вашингтон Пост и NBC. СМИ также сравнивали другие проекты по предоставлению глобального доступа к сети Интернет, в частности , Проект Loon от Google и Internet.org от Facebook.